# Pachydactylus maculatus
Pachydactylus maculatus — вид геконоподібних ящірок родини геконових (Gekkonidae). Мешкає в Південній Африці.

## Поширення і екологія
Pachydactylus maculatus мешкають на півдні і сході Південно-Африканської Республіки, від сходу Західнокапської провінції до провінції Квазулу-Наталь, а також в Есватіні та на крайньому півдні Мозамбіку. Вони живуть в саванах, на луках і в чагарникових заростях, серед каміння та в покинутих термітниках. Зустрічаються на висоті до 1600 м над рівнем моря.